# Cordilheira Salvesen
As Montanhas Salvesen ou Cordilheira Salvesen é uma cordilheira de montanhas na extremidade do sul da Geórgia do Sul, se erguendo a uma elevação máxima de 2,330 metros (7,644 ft). Foram criadas a 127 milhões de anos e são feitas principalmente de granito. O granito do Cretáceo se projeta para dentro de lavas basálticas jurássicas e de diques. Ambos os quais são pretos e por isso criam um contraste de cor surpreendente nas exposições. Ambos, granitos e basaltos, foram formados do magma de elevação formado da fronteira da placa divergente onde o Oceano Atlântico se abriu. As cordilheiras principais da Geórgia do Sul atravessadas famosamente por Ernest Shackleton em 1916, são menos ásperas e íngremes do que as Montanhas Salvesen são formadas de arenitos dobrados. Estes foram formados da deposição de areia, o sedimento que foi derivado da erosão de rochas ígneas e das brechas de blocos continentais.
A cordilheira foi mapeada pelo SGS, 1951-52, e recebeu o nome de Sir Harold Salvesen, um diretor da Messrs. Chr. Salvesen and Co., Leith, que deu grande assistência a SGS, em 1951-52 e em 1953-54. 
Montanhas na cordilheira incluem -
- Monte Carse
- Monte Paterson

 Este artigo incorpora material em domínio público  de United States Geological Survey  , documento "Cordilheira Salvesen" (conteúdo do Geographic Names Information System).